# Teoria reprezentării
Teoria reprezentării este o ramură a matematicii care studiază structurile algebrice abstracte reprezentând elementele acestora sub forma unor transformări liniare de spații vectoriale și studiază modulele⁠(d) peste aceste structuri algebrice abstracte. În esență, o reprezentare face un obiect algebric abstract mai concret prin descrierea elementelor sale prin matrici și prin operații algebrice în termeni de adunări și înmulțiri de matrice. Printre obiectele algebrice care fac obiectul unei astfel de descrieri se numără grupuri, algebre asociative⁠(d) și algebre Lie⁠(d). Cea mai proeminentă dintre ele (și istoric prima) este teoria reprezentării grupurilor, în care elementele unui grup sunt reprezentate prin matrice inversabile astfel încât operația grupului este o înmulțire matriceală.
Teoria reprezentării este o metodă utilă deoarece reduce problemele din algebra abstractă la probleme de algebră liniară, un subiect mai bine înțeles. În plus, spațiul vectorial pe care este reprezentat un grup (de exemplu) poate fi infinit-dimensional și, permițându-i-se să fie, de exemplu, un spațiu Hilbert, metodele de analiză pot fi aplicate teoriei grupurilor. Teoria reprezentării este importantă și în fizică, deoarece, de exemplu, ea descrie modul în care grupul de simetrie al unui sistem fizic afectează soluțiile ecuațiilor care descriu acest sistem.
Teoria reprezentării este larg răspândită în domeniile matematicii, din două motive. În primul rând, aplicațiile teoriei reprezentării sunt diverse:  pe lângă impactul său asupra algebrei, teoria reprezentării: 
- iluminează și generalizează analiza Fourier⁠(d) prin analiză armonică,[7]
- este conectată la geometrie prin teoria invariantului⁠(d) si prin programul Erlangen⁠(d),[8]
- are impact asupra teoriei numerelor prin formele automorfe⁠(d) și prin programul Langlands⁠(d).[9]

În al doilea rând, există diverse abordări ale teoriei reprezentării. Aceleași obiecte pot fi studiate folosind metode din geometria algebrică, teoria modulelor⁠(d), teoria analitică a numerelor, geometria diferențială, teoria operatorilor⁠(d), combinatorica algebrică⁠(d) și topologie.
Succesul teoriei reprezentării a dus la numeroase generalizări. Unul dintre cele mai generale este în teoria categoriilor. Obiectele algebrice la care se aplică teoria reprezentării pot fi privite ca anumite tipuri de categorii, iar reprezentările ca functori de la categoria obiect la categoria spațiilor vectoriale⁠(d). Această descriere indică două generalizări evidente: în primul rând, obiectele algebrice pot fi înlocuite cu mai multe categorii generale; în al doilea rând, categoria țintă a spațiilor vectoriale poate fi înlocuită de alte categorii bine înțelese. 